# Phyllachora brittoniana
Phyllachora brittoniana är en svampart som först beskrevs av Chardón, och fick sitt nu gällande namn av Seaver 1928. Phyllachora brittoniana ingår i släktet Phyllachora och familjen Phyllachoraceae.   Inga underarter finns listade i Catalogue of Life.